# Vesperus brevicollis
Vesperus brevicollis là một loài bọ cánh cứng trong họ Cerambycidae.